# Teoria de Mohr-Coulomb

La teoria

La teoria de Mohr-Coulomb  és un model matemàtic (vegeu Superfície de fluència) que descriu la resposta de materials trencadissos, com ara el formigó, o agregats de partícules com el sòl, en esforç tallant, així com tensió normal.
La majoria dels materials en enginyeria clàssica es comporten seguint aquesta teoria almenys en una part del tall. En general, la teoria s'aplica als materials per als quals la resistència a la compressió és molt superior a la resistència a la tracció, cas dels materials ceràmics.
A l'entorn d'Enginyeria del Terreny s'utilitza per definir resistència al tall de sòls i roques en diferents casos de tensió efectiva.
En l'enginyeria estructural s'utilitza per a determinar la càrrega de ruptura, així com l'angle del trencament d'una fractura de desplaçament en materials ceràmics i similars (com el formigó). La hipòtesi de Coulomb s'empra per determinar la combinació d'esforç tallant i normal que causa una fractura del material. El cercle de Mohr s'utilitza per determinar els angles on aquestes tensions siguin màximes. Generalment el trencament es produirà per al cas de tensió principal màxima.
Es pot demostrar que un material que compleix la hipòtesi de fricció de Coulomb mostrarà el desplaçament introduït pel fet que formi un angle de la línia de fractura igual a l'angle de fricció. Això fa que la resistència del material determinable mitjançant la comparació de l'obra mecànica externa presentat pel desplaçament i la càrrega externa amb el treball mecànic intern establert per la tensió i pressió en la línia de falla. Per la conservació de l'energia de la suma d'aquests ha de ser zero, i això farà que sigui possible calcular la càrrega de trencament de la construcció.
Una millora comú d'aquest model és la combinació d'hipòtesis de fricció de Coulomb amb la hipòtesi de tensió principal de Rankine per descriure una fractura de separació.

## Nota
1. ↑  Alfonso Rico Rodríguez; Hermilo del Castillo. La ingeniería de suelos en las vías terrestres: carreteras, ferrocarriles y aeropistas.  Editorial Limusa, January 2006, p. 63–. ISBN 9789681800543 [Consulta: 4 juny 2011].